# Udvarias számok

A számelmélet területén az udvarias számok olyan pozitív egész számok, melyek felírhatók két vagy több egymást követő pozitív egész szám összegeként. A többi pozitív egész szám udvariatlan.
Az udvarias számokat lépcsős számoknak, esetleg lépcsőszámoknak  is nevezik, mivel az udvarias számok partíciókra bontását vizuálisan szemléltető, francia stílusú Young-ábrák lépcsőkre emlékeztetnek. Ha az összegben szereplő számok mind nagyobbak egynél, az összeget trapézszámoknak is nevezik, mivel trapéz formában elhelyezkedő pontok mintázatát jelképezi.
A számok egymást követő egészek összegére való felbontásával és az ilyen jellegű felbontások számának meghatározásával behatóan foglalkozott Sylvester, Mason, Leveque és számos kortárs matematikus is.

## Példák és jellemzés
Az első néhány udvarias szám:
3, 5, 6, 7, 9, 10, 11, 12, 13, 14, 15, 17, 18, 19, 20, 21, 22, 23, 24, 25, 26, 27, 28, 29, 30, 31, 33, 34, 35, 36, 37, 38, 39, 40, 41, 42, 43, 44, 45, 46, 47, 48, 49, 50, ... (A138591 sorozat az OEIS-ben).
Az udvariatlan számok pontosan megegyeznek a kettőhatványokkal. Ez a Lambek–Moser-tétel folyománya, mely szerint az n-edik udvarias szám éppen ƒ(n + 1), ahol
{\displaystyle f(n)=n+\left\lfloor \log _{2}\left(n+\log _{2}n\right)\right\rfloor .}

## Udvariasság
Egy pozitív szám udvariassága vagy udvariasságának mértéke meghatározza, hogy hányféleképpen lehet kifejezni egymást követő egész számok összegeként. Minden x egész szám udvariassága megegyezik x egynél nagyobb páratlan osztóinak a számával. 
Az 1, 2, 3, … számok udvariasságának mértéke:
0, 0, 1, 0, 1, 1, 1, 0, 2, 1, 1, 1, 1, 1, 3, 0, 1, 2, 1, 1, 3, ... (A069283 sorozat az OEIS-ben).
Például 9 udvariassága 2, mert két páratlan >1 osztója van, a 3 és önmaga, így két udvarias reprezentációja:
9 = 2 + 3 + 4 = 4 + 5;
15 udvariasságának mértéke 3, mivel három páratlan osztója van, a 3, 5 és 15, így (ahogy a cribbage-játékosoknak ismerős lehet) három udvarias reprezentációja létezik:
15 = 4 + 5 + 6 = 1 + 2 + 3 + 4 + 5 = 7 + 8.
Egy pozitív szám udvariasságának kiszámítására egyszerű módszer, ha felbontjuk prímtényezőire, a 2-nél nagyobb prímtényezők kitevőihez egyet adunk, összeszorozzuk az így kapott számokat és kivonunk az eredményből egyet. Például a 90 udvariasságának mértéke 5, mert {\displaystyle 90=2\times 3^{2}\times 5^{1}}; a 3 és 5 kitevői 2, illetve 1; a módszert alkalmazva {\displaystyle (2+1)\times (1+1)-1=5}.

## Az udvarias reprezentáció megszerkesztése a páratlan osztókból
A páratlan osztók és az udvarias reprezentációk közötti kapcsolat megértéséhez tekintsünk egy x számot az y > 1 páratlan osztóval. Ekkor y egymást követő egész szám helyezkedik el x/y körül (így átlaguk pontosan x/y), melyek összege x:
{\displaystyle x=\sum _{i={\frac {x}{y}}-{\frac {y-1}{2}}}^{{\frac {x}{y}}+{\frac {y-1}{2}}}i.}
A tagok némelyike nulla vagy negatív lehet. A nullákat el lehet hagyni, a negatív tagokat pedig fel lehet használni pozitív tagok semlegesítésére, ami x udvarias reprezentációjához vezet. (Az y > 1 követelmény miatt az udvarias reprezentáció biztosan egynél több tagból áll; y = 1-re ugyanez a konstrukció csak a triviális egytagú x = x eredményt adná.)
Például az x = 14 udvarias szám egyetlen nemtriviális páratlan osztója a 7. Ebből adódik a 14/7 = 2 körül elhelyezkedő 7 egymást követő szám:
14 = (2 − 3) + (2 − 2) + (2 − 1) + 2 + (2 + 1) + (2 + 2) + (2 + 3).
Az első tag, a −1 „kiüti” a későbbi +1-et, a második tag, a nulla pedig elhagyható, ami a következő udvarias kifejtéshez vezet:
14 = 2 + (2 + 1) + (2 + 2) + (2 + 3) = 2 + 3 + 4 + 5.
Megfordítva, x minden udvarias kifejtése megkapható a fenti konstrukció segítségével. Ha egy kifejtés páratlan számú tagból áll, x/y a középső érték, ha pedig páros számú tagból, melynek minimális értéke m, akkor kiterjeszthető olyan egyedi módon egy az eredetivel megegyező összegű, páratlan számú tagból álló hosszabb sorozattá, hogy hozzávesszük a következő 2m − 1 darab számot: −(m − 1), −(m − 2), ..., −1, 0, 1, ..., −(m − 2), −(m − 1).
Ezen kiterjesztés után újra x/y lesz a középső tag. A konstrukció formájából adódóan a szám udvarias kifejtései és egynél nagyobb páratlan osztói között 1:1 megfeleltetés hozható létre, amivel bijektív bizonyítás adható az udvarias számok udvariasságának karakterizációjára. Kicsit általánosabban, ugyanez a gondolatmenet 2:1 megfeleltetést hoz létre az egymást követő egész számok összegeként történő felírások számára (megengedve a nullát, a negatív számokat és az egy tagból álló felírásokat) és a páratlan osztók (az 1-et is beleértve) között.
Az eredmény másik általánosítása, hogy bármely n szám esetén megegyezik az n k darab páratlan nagyságú partícióra való osztásainak száma az n legfeljebb k darab különböző, egymást követő számokból álló „futamokra” való osztásainak számával. 
Itt egy-egy „futam” egy vagy több egymást követő értéket jelent olyan módon, hogy a rákövetkező kisebb, illetve nagyobb értékek nem tagjai az adott partíciónak; például a 10 következő particionálása: 10 = 1 + 4 + 5 két futamból áll, az 1-ből, illetve a 4 + 5-ből.
Egy udvarias felbontás egyetlen futamból áll, és az egyetlen, d értékből álló partíció ekvivalens n felbontásával a d ⋅ (n/d) szorzatra, így tehát az eredmény k = 1 speciális esetéből ismét kiviláglik az udvarias felbontások és a páratlan szorzótényezőkre (itt beleértve a triviális n = n-t és a triviális páratlan 1 faktort) való bontások egyenértékűsége.

## Trapézszámok
Ha egy udvarias felbontás 1-gyel kezdődik, az így kifejezett szám egy háromszögszám:
{\displaystyle T_{n}={\frac {n(n+1)}{2}}=1+2+\cdots +n.\,\!}
Máskülönben a szám két háromszögszám különbségeként írható fel:
{\displaystyle i+(i+1)+(i+2)+\cdots +j=T_{j}-T_{i-1}.\,\!}
Utóbbi esetben az így kifejezett szám egy trapézszám. A trapézszám tehát olyan udvarias szám, melyben az udvarias felbontás minden tagja nagyobb egynél. Az udvarias számok közül kizárólag azok a számok nem trapézszámok, melyek egyetlen nemtriviális páratlan osztóval rendelkező háromszögszámok; ennek oka, hogy a korábban leírt bijekciónak megfelelően a páratlan osztó felel meg a háromszögű felbontásnak és nem létezik más udvarias felbontás. Ezért a nem-trapéz udvarias számok éppen a prímszámok és kettőhatványok szorzataként felírható számok. Jones és Lord megfigyelése szerint pontosan kétfajta ilyen alakú háromszögszám létezik (A068195 sorozat az OEIS-ben):
1. a páros tökéletes számok 2n − 1(2n − 1), melyek egy 2n − 1 Mersenne-prím és a legközelebbi kettőhatvány felével való szorzatból képződnek, továbbá
2. a 2n − 1(2n + 1) alakú szorzatai egy 2n + 1 Fermat-prímnek a legközelebbi kettőhatvány felével.

Például a tökéletes számok közül a 28 = 23 − 1(23 − 1), a másik fajtából pedig a  136 = 24 − 1(24 + 1) mindkettő udvarias háromszögszámok, melyek nem trapézszámok. A sejtések szerint véges számú Fermat-prím létezik (melyek közül csak ötöt – 3, 5, 17, 257 és 65,537 – fedeztek fel eddig), de végtelen sok Mersenne-prím – ha utóbbi igaz, akkor szintén végtelen sok udvarias nem-trapézszám létezik.